# Психоз 2 (роман)
Психоз 2 (англ. Psycho 2), также известный под названиями Психо 2 и Психопат 2 — психологический роман-триллер 1982 года, написанный американским писателем Робертом Блохом.

## Сюжет
Переодевшись в монахиню, Норман Бэйтс сбегает из психиатрической больницы, в которую попал в результате событий первого романа. Полиция считает, что Норман Бэйтс погиб во время попытки побега, так как начался ужасный пожар. Как бы там ни было, растущее число жертв заставляет психиатра Бэйтса поверить в то, что его пациент жив и направляется в Голливуд, где готовится к съёмкам фильм о его жизни.

## Экранизации
Роман был написан до того, как сценаристы закончили сценарий фильма-продолжения триллера Хичкока. По словам Блоха, боссам студии Universal Pictures не понравилось, что автор высмеивал Голливуд, выставляя работников кино-индустрии не в самом приглядном свете. В результате был написан новый сценарий кино-сиквела, никак не связанный с романом-продолжением, а Блох не участвовал в съёмках картины. Киностудия предлагала Блоху прекратить работу над романом, так как подготовки к съёмкам фильма уже шли вовсю, однако писатель всё равно выпустил роман, продажи которого показали довольно неплохие результаты.

## Русское издание
Впервые на русском языке роман был опубликован в 2009 году издательством Азбука-Классика - в книге из 608 страниц были представлены все три романа франшизы Роберта Блоха в переводе Рамина Шидфора (Психоз) и Игоря Богданова (Психоз 2 и Дом психопата).